# Устрицы Бьенвиль

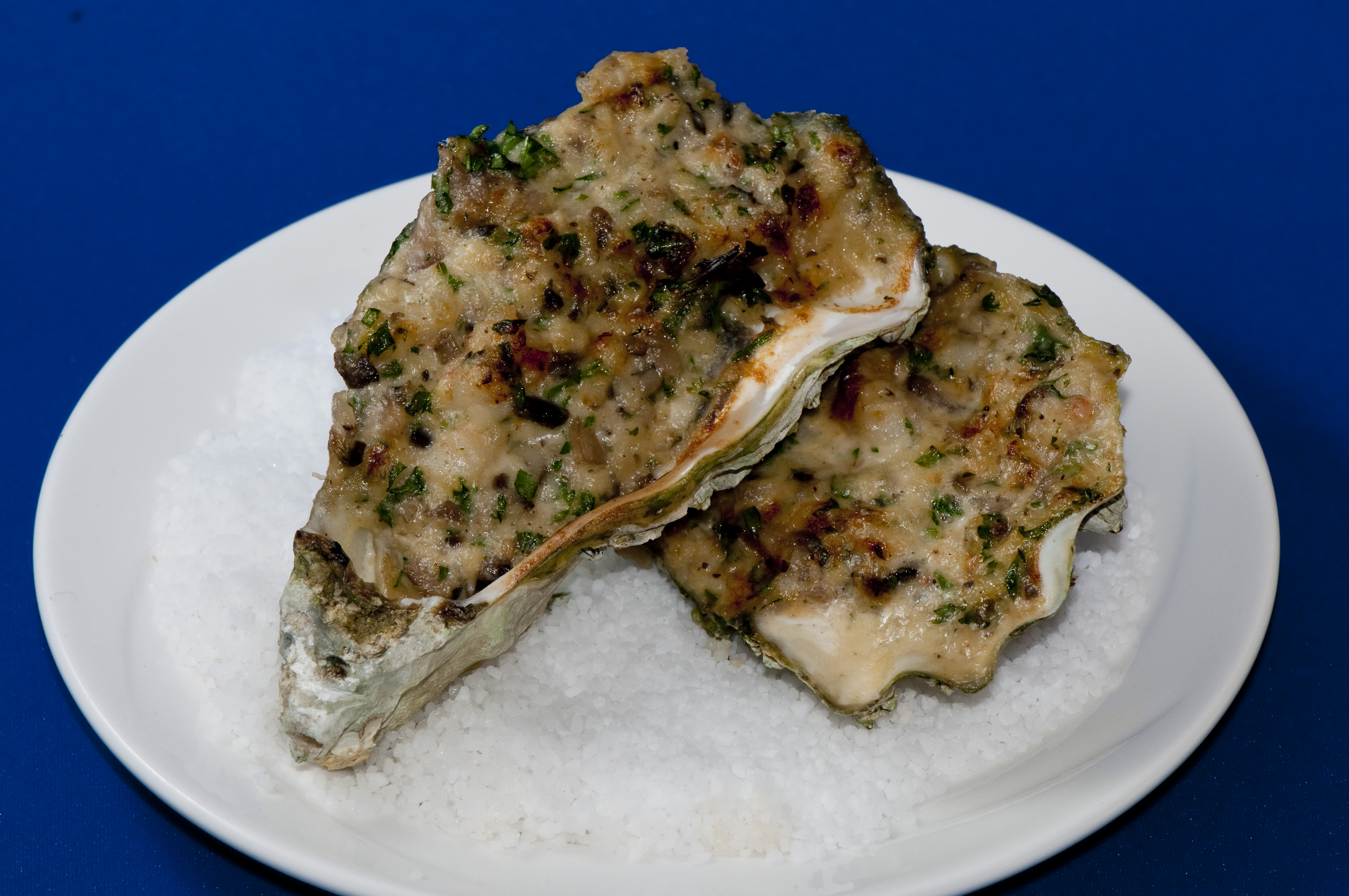
Устрицы Бьенвиль

Устрицы Бьенви́ль (англ. oysters Bienville) — горячее закусочное блюдо луизианской креольской кухни родом из Нового Орлеана, запечённые на половинках створок устрицы под соусом бешамель с рублеными зелёным перцем, зелёным луком, тёртым швейцарским сыром и хлебной крошкой. Устриц Бьенвиль подают по шесть штук на порцию.
Блюдо появилось на рубеже 1930—1940-х годов и получило название в честь «отца Луизианы» Жан-Батиста Ле Муана де Бьенвиля. Его автором является Рой Альчиаторе, владелец ресторана Antoine’s во Французском квартале, и его шеф-повар Пит Мишель (англ. Pete Michel). По данным Роя Густа, представителя кулинарной династии Альчиаторе, его предок с шеф-поваром придумали новый рецепт устриц для предстоявшего в ресторане ужина для гурмэ, среди которых был и Арно Казенаве, владелец Arnaud's, ещё одного именитого ресторана в Новом Орлеане. Казенаве так понравились устрицы Бьенвиль, что он включил их как фирменное блюдо в меню своего ресторана. Ныне устрицы Бьенвиль существуют в самых различных вариациях и включают также чеснок, белое вино, креветки и бекон.